# Немачка царска морнарица
Царска морнарица (чит. Кајзерлихе марине) је била немачка морнарица створена формирањем Немачке царевине. Постојала је између 1871. и 1919, настајући од Пруске морнарице и Севернонемачке савезне морнарице. Цар Вилхелм II значајно је увећао Морнарицу, изазивајући тиме трку у наоружању између Немачке царевине и Британије. Морнарица је израсла у једну од највећих и најбоље организованих војних сила, друга по снази иза Британске краљевске ратне морнарице. Морнарица је била великим делом самопотопљена у Скапа Флоу 1919. године од стране својих официра после губитка рата на копну у Првом светском рату.
Бродови Царске морнарице су се називали СМС за Брод његовог Величанства.